# N-Acétylglucosamine
La N-acétylglucosamine (N-acétyl-D-glucosamine ou GlcNAc ou NAG) est un monosaccharide ou ose modifié (un groupe hydroxyle (–OH) ayant été remplacé par un groupe acétamide (CH3CONH–)) qui partage le même squelette que le glucose.

## Chimie et structure
Comparativement au glucose, la N-acétylglucosamine est modifiée sur le carbone no 2 où la fonction alcool (–OH) est remplacée par un groupement N-acétyl (CH3CONH–) constitué d'une fonction amide et du squelette de l'acide acétique. Cela pourrait être décrit comme le résultat de la condensation entre la glucosamine et l'acide acétique.

## Fonction
Ce sucre se polymérise en de longues chaînes, par des liaisons β(1→4), formant ainsi la chitine qui se trouve dans l'exosquelette des insectes, des crustacés et des araignées. Il se trouve aussi dans la couche de peptidoglycanes qui protège les cellules du monde bactérien et dans la paroi cellulaire de certaines algues marines.
On retrouve aussi la N-acétylglucosamine, avec du glucuronate, dans l'hyaluronate, un polysaccharide (glycosaminoglycane) présent dans l'humeur vitrée qui maintient la structure de l'œil en tension. L'acide hyaluronique se retrouve aussi dans les fluides extracellulaires et notamment dans le liquide synovial des articulations où il sert de lubrifiant anatomique et absorbe les chocs.